# Amerila mauritia
Amerila mauritia là một loài bướm đêm thuộc phân họ Arctiinae, họ Erebidae.